# Penitenziario di Fresnes

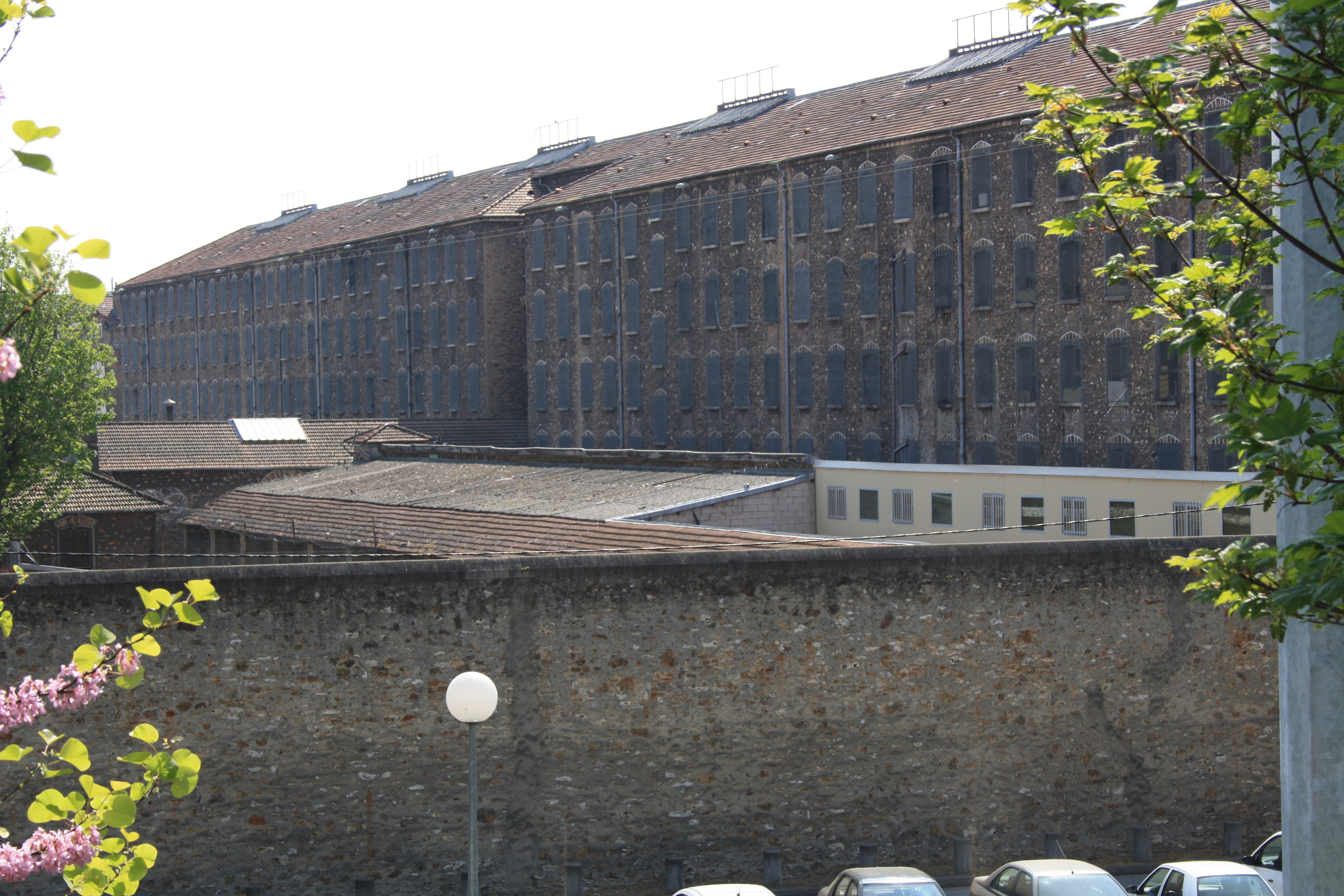
Il penitenziario di Fresnes.

Il Penitenziario di Fresnes, noto anche come Prigione di Fresnes, è un istituto penitenziario, situato nella periferia sud di Parigi, nel comune di Fresnes, che raggruppa diversi regimi di detenzione. Insieme al carcere di Fleury-Mérogis e al carcere de La Santé è uno dei tre principali istituti penitenziari della regione di Parigi e anche uno dei più importanti della Francia.
Progettato dall'architetto Henri Poussin, venne costruito tra il 1895 e il 1898. Nel 1978, l'amministrazione del carcere decise di conservarvi la ghigliottina, al fine di rendere tale prigione l'unico posto autorizzato per le esecuzioni capitali in Francia, ma, in seguito all'abolizione della pena di morte, essa non venne mai utilizzata. Nel 2009 il Centro di detenzione di Fresnes si trasforma in Penitenziario di Fresnes. 
Per molto tempo è stato criticato per il sovraffollamento e per le inadeguate condizioni di vita dei detenuti.